# Erik Waller
Erik Waller (ur. 24 marca 1887 w Göteborgu, zm. 25 września 1958 tamże) – szwedzki żeglarz, olimpijczyk.
Na regatach rozegranych podczas Letnich Igrzysk Olimpijskich 1912 wystąpił w klasie 10 metrów zajmując 4 pozycję. Załogę jachtu Marga tworzyli również Arvid Perslow, Erik Lindén, Wilhelm Forsberg, Björn Bothén i Bertil Bothén.
Zięć Carla Hellströma.